# Cassique roussâtre
Psarocolius angustifrons
Espèce
Répartition géographique
Statut de conservation UICN

 LC  : Préoccupation mineure
Le Cassique roussâtre (Psarocolius angustifrons) est une espèce d'oiseau de la famille des ictéridés.

## Habitat
Le Cassique roussâtre recherche les lisières et les clairières forestières, les rives des cours d’eau et des lacs, les varzeas et les forêts inondées.

## Nidification
Il niche en colonie, généralement d’une dizaine de nids ou moins.  Les nids peuvent être dispersés dans plus d’un arbre.  Les arbres de nidification sont parfois partagées avec le Cassique cul-jaune.  Les nids sont régulièrement parasités par le Vacher géant.  Le Cassique roussâtre est polygyne.

## Comportement
Le Cassique roussâtre cherche sa nourriture dans la canopée en petit groupe, parfois en compagnie de Cassiques cul-jaune, d’autres membres du genre Psarocolius et de Geais violacé.

## Répartition et sous-espèces

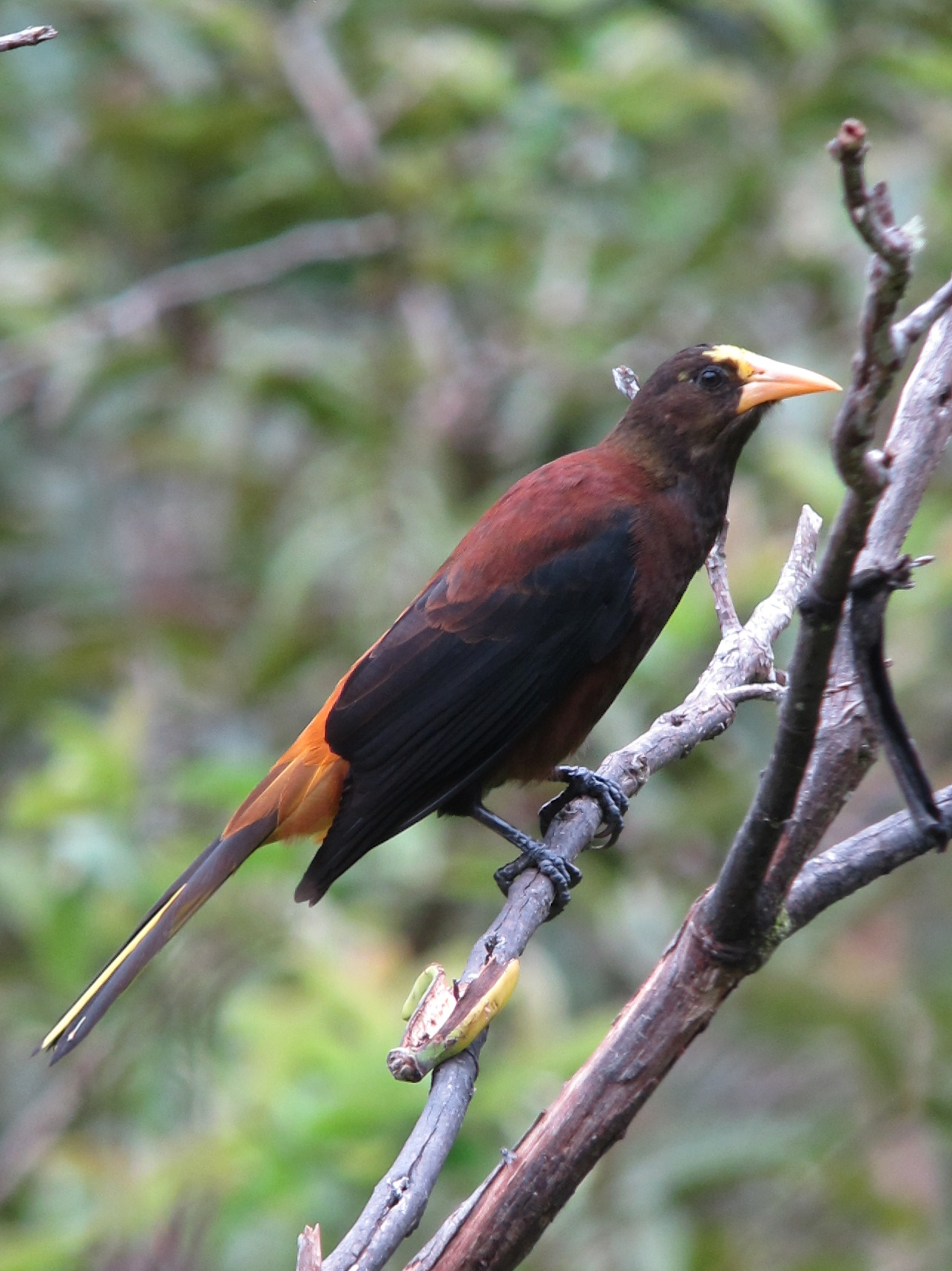
La sous-espèce P. a. salmoni.

Selon la classification de référence du Congrès ornithologique international (15.1, 2025) il se répartit en sept sous-espèces :
- P.a. salmoni (Sclater, 1883) — Andes colombiennes ;
- P.a. atrocastaneus (Cabanis, 1873) — ouest de l'Équateur ;
- P.a. sincipitalis (Cabanis, 1873) — versant ouest de la Cordillère Orientale (Colombie) ;
- P.a. neglectus (Chapman, 1914) — versant est de la Cordillère Orientale (Colombie) ;
- P.a. oleagineus (Sclater, 1883) — cordillère de la Costa (Venezuela) ;
- P.a. angustifrons (Spix, 1824) — nord-ouest de l'Amazonie ;
- P.a. alfredi (Des Murs, 1856) — sud-ouest de l'Amazonie.